# 88-й меридіан східної довготи
88-й меридіан східної довготи — лінія довготи, що лежить на 88 градуси східніше Гринвіцького меридіана. Вона проходить від Північного полюса через Північний Льодовитий океан, Азію, Індійський океан, Південний океан та Антарктиду до Південного полюса.
88-й меридіан східної довготи формує велике коло разом із 92-гим меридіаном західної довготи.

## Список географічних об'єктів, що перетинає 88° сх. д.
Починаючи на Північному полюсі та рухаючись до Південного полюса, 88-й меридіан східної довготи проходить через:
| Координати                                                 | Країна, територія або море | Примітки                                                                  |
| ---------------------------------------------------------- | -------------------------- | ------------------------------------------------------------------------- |
| 90°0′ пн. ш. 88°0′ сх. д. / 90.000° пн. ш. 88.000° сх. д.  | Північний Льодовитий океан |                                                                           |
| 81°8′ пн. ш. 88°0′ сх. д. / 81.133° пн. ш. 88.000° сх. д.  | Карське море               |                                                                           |
| 75°38′ пн. ш. 88°0′ сх. д. / 75.633° пн. ш. 88.000° сх. д. | Росія                      | Проходить через острів Рінгнес[ru]                                        |
| 75°37′ пн. ш. 88°0′ сх. д. / 75.617° пн. ш. 88.000° сх. д. | Карське море               |                                                                           |
| 75°7′ пн. ш. 88°0′ сх. д. / 75.117° пн. ш. 88.000° сх. д.  | Росія                      |                                                                           |
| 49°13′ пн. ш. 88°0′ сх. д. / 49.217° пн. ш. 88.000° сх. д. | Монголія                   |                                                                           |
| 48°46′ пн. ш. 88°0′ сх. д. / 48.767° пн. ш. 88.000° сх. д. | КНР                        | Сіньцзян — приблизно на 15 км                                             |
| 48°37′ пн. ш. 88°0′ сх. д. / 48.617° пн. ш. 88.000° сх. д. | Монголія                   | Приблизно на 6 км                                                         |
| 48°34′ пн. ш. 88°0′ сх. д. / 48.567° пн. ш. 88.000° сх. д. | КНР                        | Сіньцзян Тибет                                                            |
| 27°55′ пн. ш. 88°0′ сх. д. / 27.917° пн. ш. 88.000° сх. д. | Непал                      |                                                                           |
| 27°10′ пн. ш. 88°0′ сх. д. / 27.167° пн. ш. 88.000° сх. д. | Індія                      | Західний Бенгал — приблизно на 6 км                                       |
| 27°6′ пн. ш. 88°0′ сх. д. / 27.100° пн. ш. 88.000° сх. д.  | Непал                      |                                                                           |
| 26°22′ пн. ш. 88°0′ сх. д. / 26.367° пн. ш. 88.000° сх. д. | Індія                      | Біхар Західний Бенгал Біхар Західний Бенгал                               |
| 21°53′ пн. ш. 88°0′ сх. д. / 21.883° пн. ш. 88.000° сх. д. | Індійський океан           |                                                                           |
| 60°0′ пд. ш. 88°0′ сх. д. / 60.000° пд. ш. 88.000° сх. д.  | Південний океан            |                                                                           |
| 66°0′ пд. ш. 88°0′ сх. д. / 66.000° пд. ш. 88.000° сх. д.  | Антарктида                 | Проходить через Австралійську антарктичну територію (претендує Австралія) |